# Wargasm (britische Band)
Wargasm (stilisiert als WARGASM, auch bekannt als Wargasm UK) ist eine englische Rock-Band aus London.

## Geschichte
Ende der 2010er Jahre lernten sich die beiden Bandmitglieder bei einem Konzert kennen. Milkie Way arbeitete als Fotografin und machte Bilder vom Auftritt von Sam Matlocks damaliger Band Dead!. Als sich diese Band im Jahre 2018 auflöste kontaktiert Matlock Way, die seinerzeit als Model in Tokio arbeitete. Kurz darauf gründeten beide die Band Wargasm, die sich nach einem Lied der Band L7 benannte. Im August 2019 veröffentlichte die Band ihre erste Single Post Modern Rhapsody. Es folgten zahlreiche weitere Singles, von denen das Lied Gods of War für die WWE-Wrestlingveranstaltung NXT UK verwendet wurde. Wargasm traten bei den Heavy Music Awards 2020 als Liveband auf. Der Livestream auf Twitch wurde danach für drei Tage ausgesetzt, nachdem die Brustwarzen der Bassistin Milkie Way zu sehen waren.
2021 spielten Wargasm auf Festivals wie dem Bloodstock Open Air, dem Download-Festival, den Reading and Leeds Festivals und dem Slam Dunk Festival. Außerdem wurde die Band bei den Heavy Music Awards in der Kategorie Best UK Breakthrough Band ausgezeichnet. Anfang 2022 spielten Wargasm zunächst mit Trash Boat im Vorprogramm von Enter Shikari und danach mit Higher Power im Vorprogramm von Neck Deep im Vereinigten Königreich. Im Frühjahr 2022 tourten Wargasm erstmals durch die Vereinigten Staaten als Vorgruppe von Limp Bizkit. Es folgten Auftritte bei den Sommerfestivals Copenhell, Download-Festival, Louder Than Life, Riot Fest sowie dem von der Band Bring Me the Horizon veranstalteten Malta Weekender. Bei den Kerrang! Awards wurden Wargasm mit dem New Noise Award ausgezeichnet.
Am 7. September 2022 veröffentlichte die Band die EP Explicit: The Mixxxtape. Im Frühjahr 2023 spielten Wargasm zusammen mit Blackgold im Vorprogramm der Europatour von Limp Bizkit. Das zusammen mit Enter Shikari eingespielte Lied The Void Stares Back wurde bei den Heavy Music Awards 2023 als Best Single ausgezeichnet. Im Sommer 2023 spielten Wargasm auf dem Slam Dunk Festival und bei Welcome to Rockville. Am 27. Oktober 2023 erschien ihr Debütalbum Venom, welches Platz 88 der britischen Albumcharts erreichte. Bei dem Lied Bang Ya Head ist Fred Durst von der Band Limp Bizkit als Gastsänger zu hören. Venom wurde bei den Heavy Music Awards 2024 in der Kategorie Best Breakthrough Album nominiert. Der Preis ging jedoch an Graphic Nature.

## Stil
James Christopher Monger vom Onlinemagazin Allmusic beschrieb die Musik von Wargasm als „freches und stilvolles“ Electropunk-Duo. Ihre „kinetische Mischung“ aus Nu Metal, Post-Hardcore, EDM und Hip-Hop ruft Poppy durch Limp Bizkit hervor. Die Musik von Wargasm wurde von Kritikern als Electropunk, Nu Metal und Post-Hardcore bezeichnet. Emma Madden vom Onlinemagazin Revolver beschrieb ihre Musik als „Mixtur von scheinbar gegensätzlich und widersprüchlichen Zutaten, die tatsächlich funktioniert“. Sie mischen ihren Nu Metal mit „unbeschwerten Pop und dem Riot-Grrrl-Ethos“. Wargasm nannten Bands wie L7, Limp Bizkit, Loathe, Shvpes und Poppy als Einflüsse.
Das Onlinemagazin Revolver zählt Wargasm neben City Morgue, Code Orange, Loathe, Nova Twins, Orthodox, Spiritbox, Tallah, Tetrarch und Vended zu den zehn Bands, die die neue Welle des Nu Metal anführen.

## Trivia
Sam Matlock ist der Sohn des Sex-Pistols-Bassisten Glen Matlock. Darüber hinaus war Sam Matlock einer der vier Autoren des Liedes Doomsday Blue von Bambie Thug, dem irischen Beitrag zum Eurovision Song Contest 2024.

## Diskografie

### Alben
| Jahr | Titel Musiklabel                  | Höchstplatzierung, Gesamtwochen, AuszeichnungChartsChartplatzierungen (Jahr, Titel, Musiklabel, Platzierungen, Wochen, Auszeichnungen, Anmerkungen) | Anmerkungen                            |
| Jahr | Titel Musiklabel                  | UK | Anmerkungen                            |
| ---- | --------------------------------- | --- | -------------------------------------- |
| 2023 | Venom Slowplay / Republic Records | UK88 (1 Wo.)UK | Erstveröffentlichung: 27. Oktober 2023 |

### EPs
- 2022: Explicit: The Mixxxtape

### Musikvideos
- 2020: Lapdance
- 2020: Spit
- 2020: Backyard Bastard
- 2020: Rage All Over
- 2021: Your Patron Saints
- 2021: Pyro Pyro
- 2021: Salma Hayek
- 2022: Drildo
- 2022: Fukstar
- 2022: Super Fiend
- 2023: Do It So Good
- 2023: Bang Ya Head (feat. Fred Durst)
- 2023: Modern Love
- 2024: 70% Dead (feat. Corey Taylor)
- 2024: Circle Pit / Bad Seed
- 2025: Vigilantes

### Als Gastmusiker
- 2022: The Void Stares Back (Enter Shikari feat. Wargasm)
- 2023: Molotov (Ho99o9 feat. Wargasm)
- 2024: God Speed (Crossfaith feat. Wargasm)
- 2024: Hedonist (Recharged) (Bad Omens feat. Wargasm)
- 2024: Girls Gone Wild (Scene Queen feat. Wargasm)
- 2025: Yung & Rich (DeathbyRomy feat. Wargasm + bodyimage)
- 2025: Cannibal (Pendulum & Wargasm)

## Musikpreise
| Jahr | Kategorie                   | für                                      | Resultat  |
| ---- | --------------------------- | ---------------------------------------- | --------- |
| 2021 | Best UK Breakthrough Artist | Wargasm                                  | Gewonnen  |
| 2023 | Best Single                 | The Void Stares Back (mit Enter Shikari) | Gewonnen  |
| 2024 | Best Breakthrough Album     | Venom                                    | Nominiert |

| Jahr | Kategorie       | für     | Resultat |
| ---- | --------------- | ------- | -------- |
| 2022 | New Noise Award | Wargasm | Gewonnen |